# Herbert Radecke
Herbert Radecke (Lebensdaten unbekannt) war ein deutscher Fußballspieler.

## Spielerkarriere
Radecke wechselte 1929 vom Sportclub Oranien 1901 nach Berlin zu Hertha BSC.
Dort kam er gleich im ersten Saisonspiel gegen Halley-Concordia zum Einsatz, musste dann aber bis zum Rückspiel warten, bis er erneut eingesetzt wurde. Insgesamt brachte er es in seiner Debüt-Saison auf fünf Einsätze, in denen ihm immerhin vier Tore gelangen. Umso erstaunlicher war es, dass er nach dem Auftaktsieg gegen Beuthener SuSV 09 in der Endrunde um die deutsche Meisterschaft Hermann Schulz aus der Startelf verdrängen konnte und bis zum Titelgewinn die restlichen vier Spiele – SpVgg Sülz 07 (1:1 n. V. und 8:1), 1. FC Nürnberg (6:3) und Holstein Kiel (5:4) – in der Startelf stand und alle komplett bestritt.
Hatte er jetzt an den Durchbruch geglaubt, musste er sich damit abfinden, dass er erneut auf nur fünf Ligaeinsätze kam und bei der erfolgreichen Titelverteidigung gar keine Rolle mehr spielte. Daraufhin verließ er die Alte Dame.

## Erfolge
- Deutscher Meister: 1930, 1931
- Berlin-Brandenburgischer Meister: 1930, 1931